# Skeletophyllon
Skeletophyllon is een geslacht van vlinders uit de familie van de Houtboorders (Cossidae). De wetenschappelijke naam en de beschrijving van dit geslacht werden voor het eerst in 1990 gepubliceerd door Johan Willem Schoorl.
De soorten van dit geslacht komen voor in het Oriëntaals- en Australaziatisch gebied.

## Soorten
- Skeletophyllon andamani Yakovlev, 2011
- Skeletophyllon dictyograpta (Roepke, 1957)
- Skeletophyllon euphyes (West, 1932)
- Skeletophyllon friedeli Yakovlev, 2006
- Skeletophyllon hanuman Yakovlev, 2011
- Skeletophyllon kalinini Yakovlev, 2011
- Skeletophyllon kalisi (Roepke, 1957)
- Skeletophyllon kshatrij Yakovlev, 2011
- Skeletophyllon pallida Yakovlev, 2011
- Skeletophyllon perdrix (Roepke, 1955)
- Skeletophyllon puer Yakovlev, 2006
- Skeletophyllon sibolgae (Roepke, 1957)
- Skeletophyllon tarasovi Yakovlev, 2011
- Skeletophyllon tempestua (Lucas, 1898)
- Skeletophyllon wetarensis Yakovlev, 2011